# Osservatorio Astrofisico di Catania
Das Osservatorio Astrofisico di Catania (englisch Catania Astrophysical Observatory, deutsch Astrophysikalisches Observatorium Catania) ist eine Sternwarte in Catania, Italien und gehört zu der Universität Catania und dem Istituto Nazionale di Astrofisica.

## Sede M. G. Fracastoro – Serra La Nave
Außerhalb der Stadt, am „Serra La Nave“ am Ätna befindet sich eine Beobachtungsstation (37° 41′ 34″ N, 14° 58′ 24″ O), deren größtes Teleskop einen Durchmesser von 91 cm aufweist.